# ستيفين كالدويل
ستيفين كالدويل (بالإنجليزية: Steven Caldwell)‏ (مواليد 12 سبتمبر 1980 في ستيرلينغ - إسكتلندا) لاعب كرة قدم إسكتلندي يلعب حاليا لصالح نادي الدرجة الممتازة بيرنلي الإنجليزي منذ 2007 في مركز قلب الدفاع .

## مسيرته الكروية
لعب ستيفين كالدويل خلال مسيرته الاحترافية مع 9 أندية في تسعة عشر موسمًا وسجل خلالها 13 هدفًا ضمن 368 مباراة. ولم يفز بأي موسم بالكأس أو بالدوري.
خاض ستيفين كالدويل مسيرته مع نادي نيوكاسل يونايتد في موسم 2000–01 في المرة الأولى لمدة موسم واحد ثم في موسم 2002–03 ولمدة موسمين، مشاركًا طوالها في 27 مباراة سجل خلالها هدفًا واحدًا. ثم انتقل إلى نادي برادفورد سيتي في موسم 2001–02 لمدة موسم واحد، حيث شارك في 9 مباريات ولم يسجل أي هدف. لينتقل بعدها إلى نادي ليدز يونايتد في موسم 2003–04 لمدة موسم واحد، مشاركًا في 13 مباراة سجل خلالها هدفًا واحدًا. ثم انتقل إلى نادي سندرلاند في موسم 2004–05 واستمر معه طيلة ثلاثة مواسم، مشاركًا في 76 مباراة سجل خلالها 4 أهداف. هذا وانتقل لاحقًا إلى نادي بيرنلي في موسم 2006–07 ليلعب معه أربعة مواسم، مشاركًا في 104 مباراة سجل خلالها 5 أهداف. ثم انتقل بعدها إلى نادي ويغان أتلتيك في موسم 2010–11 لمدة موسم واحد، مشاركًا في 10 مباريات ولم يسجل أي هدف. ليعود وينتقل من جديد، لكن هذه المرة إلى نادي برمنغهام سيتي في موسم 2011–12 ولمدة موسمين، مشاركًا في 77 مباراة سجل خلالها هدفًا واحدًا. لينتقل بعدها إلى نادي تورونتو في موسم 2013 واستمر معه طيلة ثلاثة مواسم، مشاركًا في 46 مباراة سجل خلالها هدفًا واحدًا أيضًا.

## روابط خارجية
- ستيفين كالدويل على موقع الدوري الأمريكي (الإنجليزية)
- ستيفين كالدويل على موقع قاعدة بيانات كرة القدم.إي يو (الإنجليزية)
- ستيفين كالدويل على موقع ناشيونال فوتبول تيمز (الإنجليزية)
- ستيفين كالدويل على موقع Soccerbase.com (لاعب) (الإنجليزية)
- ستيفين كالدويل على موقع Soccerway.com (الإنجليزية)
- ستيفين كالدويل على موقع عالم كرة القدم.نت (الإنجليزية)
- ستيفين كالدويل على موقع كووورة